# Hondsbossche Zeewering
De Hondsbossche Zeewering is een 5,5 km lange dijk nabij Petten, op een plaats waar een stormvloed in de middeleeuwen door de oorspronkelijke duinen is doorgebroken. De Hondsbossche Zeewering heeft een lange geschiedenis van stormschade en dijkherstel.
Het huidige dijklichaam ligt daar sinds 1880 en is sindsdien meerdere malen verhoogd en verbreed. Door de voortdurende erosie van de aangrenzende duinen is de zeewering steeds meer in zee komen te liggen. Door kustverdedigingsmaatregelen waaronder de aanleg van een zogenoemde zandmotor begin jaren 2010 is de zeewering versterkt om de veiligheid te waarborgen.

## Geschiedenis
In de middeleeuwen bestond de kust bij Petten uit een duinreep die een kilometer westelijker lag dan de huidige kust. In de 15e eeuw veroorzaakte de Sint-Elisabethsvloed (1421) een doorbraak die een groot deel van de duinreep wegsloeg. De duinen werden nadien hersteld, maar de zee bleef de duinen afkalven aan zeezijde, hetgeen men compenseerde door zandsuppletie aan landzijde. Deze flexibele kustverdediging, waarbij de duinreep in de loop der jaren oostwaarts schoof, betekende dat land werd prijsgegeven aan de zee. In de 16e eeuw riep men het opschuiven van de duinreep een halt toe door de aanleg van paalwerken langs de kustlijn, als beschoeiing ter bescherming van de voet van de duinreep, en strandhoofden (strekdammen die haaks op de kustlijn in zee steken). Deze versterkingen konden bij de zeer zware stormvloed van 1570 (Allerheiligenvloed) een doorbraak niet voorkomen. Toen in de 17e eeuw de paalwerken en hoofden in verval raakten greep men weer terug op flexibele kustverdediging, waarbij de duinreep oostwaarts schoof. In 1880 werd de kwetsbare zanddijk, die sinds eind 18e eeuw op de huidige plaats lag, belangrijk versterkt. De helmgrasbegroeiing op de glooiing aan zeezijde werd vervangen door een dek van basaltblokken. Deze zeedijk bleek eindelijk bestand tegen zware stormen. In 1981 werd de dijk op deltahoogte gebracht, 11,5 meter boven NAP.
De naam van de Hondsbossche Zeewering is ontleend aan een echt bos. Tot aan de Allerheiligenvloed in 1570 was op de plek van de zeewering een duingebied met bos te vinden. Dit bos noemde men het Hondsbosch, een restant van een groter kustbos. De naam Hondsbosch zegt iets over de omvang van het bos. De omvang was 0,1 hectare, dit stond gelijk aan ‘een bos ter grootte van een hond', een oude oppervlaktemaat.

### Pettemer Zeewering
De Hondsbossche Zeewering vormt een geheel met de veel kortere Pettemer Zeewering, het noordelijke uiteinde; samen worden ze vaak aangeduid als Hondsbossche en Pettemer Zeewering. De Pettemer Zeewering werd gebouwd en lang onderhouden door een andere beheerder, hij is hoger en heeft een afwijkend, steiler talud. Door de steilheid ondervindt hij een grotere golfbelasting.

### Slaperdijken

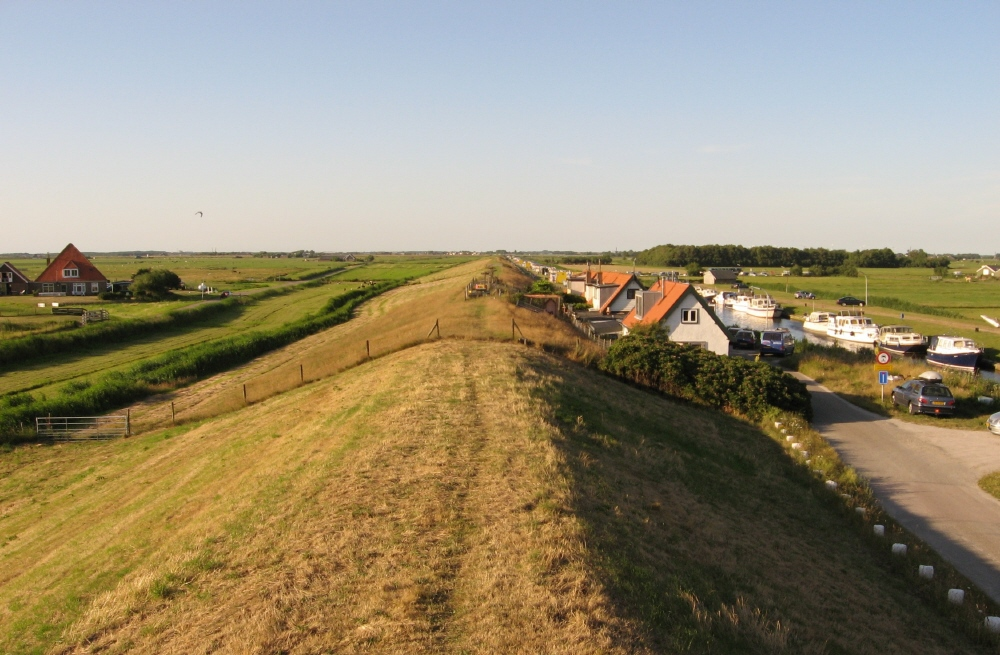
Slaperdijk van de Hondsbossche Zeewering (zeezijde links)

Sinds de middeleeuwen beveiligde men sommige kwetsbare duinrepen met een slaperdijk, die bij een doorbraak van de duinen de hoogwaterstand met geringe golven moest kunnen tegenhouden. Bij de Hondsbossche Zeewering legde men in 1526 een slaperdijk aan die nu nog op dezelfde plek voortbestaat. Een enkele keer, bij de doorbraak van de Zeewering in 1570, heeft deze slaperdijk daadwerkelijk een grote overstroming van Noord-Holland voorkomen. Daarbij hielp het dat een grote hoeveelheid water over een lagere dijk kon wegvloeien naar de als noodoverloopgebied bestemde Zijpepolder.
Eeuwenlang was er ook een een dromerdijk, de laatste resten daarvan zijn afgegraven in de jaren 1970. Het traditionele schoollesje dat deze zeewering bestaat uit een waker, een slaper en een dromer is hier sindsdien historie.

## Zandmotor
De Hondsbossche en Pettemer Zeewering werd in 2004 aangewezen als een van de acht 'zwakke schakels' van de Nederlandse kust. Op grond van nieuwe gegevens over de zeespiegelstijging en de kracht van de golfslag bleek de faalkans van de dijk groter dan de normfrequentie van eens per 10.000 jaar. Als voorlopige oplossing werd op de kruin van de Pettemer een 70 cm hoge stalen damwand aangebracht, en het buitentalud van de Hondsbossche werd verruwd met een blokkenpatroon van beton. De langetermijnoplossing die in 2012 werd gekozen bestond uit het opspuiten van vijfendertig miljoen kubieke meter zand voor de kust. Het kan vergeleken worden met de zandmotor voor de kust van Zuid-Holland, ook wat het volume betreft. De werkzaamheden vingen in 2013 aan.
In maart 2015 was minister Schultz van Haegen bij de afronding van het project. Over een afstand van acht kilometer is bij de Hondsbossche en Pettemer Zeewering zand opgespoten om een zandmotor te realiseren. Volgens de minister is de kustverdediging voor de komende vijftig jaar op orde. De Noordzeekust is nu bestand tegen de zwaarste stormen en het verbrede strand en nieuwe duinen zijn geschikt voor recreatie en natuurontwikkeling. Het project was een samenwerkingsverband van Rijkswaterstaat, Hoogheemraadschap Hollands Noorderkwartier en de provincie Noord-Holland. De nieuwe naam voor de zeewering 'Hondsbosche Duinen' werd datzelfde jaar bekendgemaakt: Hondsbossche Duinen.